# Kjell Magne Bondevik
Kjell Magne Bondevik (ur. 3 września 1947 w Molde) – norweski duchowny i polityk. Dwukrotnie premier Norwegii w latach 1997–2000 oraz 2001–2005.

## Życiorys
Ukończył teologię na Uniwersytecie w Oslo w 1975. W 1979 został pastorem luterańskiego Kościoła Norwegii. Jest żonaty z Bjørg Rasmussen, z którą ma trójkę dzieci.
Reprezentując partię Kristelig Folkeparti, zasiadał w Stortingu od 1973 do 2005. Był przewodniczącym klubu parlamentarnego partii w latach 1981–1983, 1986–1989, 1993–1997, 1997 oraz 2000–2001. Pełnił również funkcję przewodniczącego partii w latach 1983–1995. W latach 1989–1990 sprawował urząd ministra spraw zagranicznych Norwegii w rządzie Jana Pedera Syse, od 1983 do 1986 był ministrem ds. kościoła i edukacji w rządzie Kåre Willocha. W latach 1985–1986 jednocześnie zajmował stanowisko wicepremiera.
W latach 1997–2000 był premierem rządu tworzonego Kristelig Folkeparti, liberalne ugrupowanie Venstre i Partię Centrum (Senterpartiet). W latach 2001–2005 kierował rządem tworzonym przez macierzystą partię chadecką, konserwatywną partię Høyre i liberałów. Po odejściu z parlamentu założył organizację działającą na rzecz praw człowieka.

## Skład pierwszego rządu
- Kjell Magne Bondevik (Kristelig Folkeparti) – premier
- Knut Vollebæk (Kristelig Folkeparti) – minister spraw zagranicznych
- Ragnhild Queseth Haarstad (Senterpartiet) – minister lokalnych rządów i rozwoju regionalnego (do 1999)
- Magnhild Meltveit Kleppa (Senterpartiet) – minister spraw socjalnych
- Eldbjørg Løwer (Venstre) – minister pracy i administracji (do 1999), minister obrony (od 1999)
- Gudmund Restad (Senterpartiet) – minister finansów
- Aud Inger Aure (Kristelig Folkeparti) – minister sprawiedliwości (do 1999)
- Anne Enger Lahnstein (Senterpartiet) – wicepremier (do 1999), minister kultury (do 1999)
- Hilde Frafjord Johnson (Kristelig Folkeparti) – minister praw człowieka
- Valgerd Svarstad Haugland (Kristelig Folkeparti) – minister ds. dzieci i spraw rodziny
- Jon Lilletun (Kristelig Folkeparti) – minister ds. Kościoła i edukacji
- Peter Angelsen (Senterpartiet) – minister rybołówstwa (do 2000)
- Dagfinn Høybråten (Kristelig Folkeparti) – minister zdrowia
- Kåre Gjønnes (Kristelig Folkeparti) – minister rolnictwa
- Odd Einar Dørum (Venstre) – minister transportu i komunikacji (do 1999), minister sprawiedliwości (od 1999)
- Dag Jostein Fjærvoll (Kristelig Folkeparti) – minister obrony (do 1999), minister transportu i komunikacji (od 1999)
- Lars Sponheim (Venstre) – minister przemysłu
- Marit Arnstad (Senterpartiet) – minister energetyki
- Guro Fjellanger (Venstre) – minister środowiska
- Laila Dåvøy (Kristelig Folkeparti) – minister pracy i administracji (od 1999)
- Odd Roger Enoksen (Senterpartiet) – wicepremier (od 1999), minister lokalnych rządów i rozwoju regionalnego (do 1999)
- Åslaug Haga (Senterpartiet) – minister kultury (od 1999)
- Lars Peder Brekk (Senterpartiet) – minister rybołówstwa (od 2000)

## Skład drugiego rządu
- Kjell Magne Bondevik (Kristelig Folkeparti) – premier
- Jan Petersen (Høyre) – minister spraw zagranicznych
- Erna Solberg (Høyre) – minister lokalnych rządów i rozwoju regionalnego
- Dagfinn Høybråten (Kristelig Folkeparti) – minister zdrowia (do 2004), minister pracy i spraw społecznych (od 2004)
- Lars Sponheim (Venstre) – minister rolnictwa
- Per-Kristian Foss (Høyre) – minister finansów
- Odd Einar Dørum (Venstre) – minister sprawiedliwości
- Valgerd Svarstad Haugland (Kristelig Folkeparti) – minister kultury i spraw Kościoła
- Hilde Frafjord Johnson (Kristelig Folkeparti) – minister współpracy gospodarczej z zagranicą
- Laila Dåvøy (Kristelig Folkeparti) – minister ds. dzieci i rodziny
- Kristin Clemet (Høyre) – minister edukacji
- Svein Ludvigsen (Høyre) – minister rybołówstwa
- Ansgar Gabrielsen (Høyre) – minister przemysłu i handlu (do 2004), minister zdrowia (od 2004)
- Torild Skogsholm (Venstre) – minister transportu i komunikacji
- Kristin Krohn Devold (Høyre) – minister obrony
- Børge Brende (Høyre) – minister środowiska (do 2004), minister przemysłu i handlu (od 2004)
- Victor Norman (Høyre) – minister rozwoju (do 2004)
- Ingjerd Schou (Høyre) – minister pracy i spraw społecznych (do 2004)
- Einar Steensnæs (Kristelig Folkeparti) – minister energetyki (do 2004)
- Morten Andreas Meyer (Høyre) – minister rozwoju (od 2004)
- Knut Arild Hareide (Kristelig Folkeparti) – minister środowiska (od 2004)
- Thorhild Widvey (Høyre) – minister energetyki (od 2004)

## Odznaczenia
- Krzyż Wielki Orderu Świętego Olafa (2004, Norwegia)
- Krzyż Wielki Orderu Ziemi Maryjnej (2002, Estonia)
- Krzyż Wielki Orderu Quetzala (1990, Gwatemala)
- Krzyż Wielki Orderu Zasługi (2004, Portugalia)[2]
- Krzyż Wielki Orderu Zasługi Republiki Włoskiej (2004, Włochy)